# Фавела
Фаве́лата (на португалски: favela) е гъсто заселен квартал в градовете на Бразилия, често разположен на склонове на хълмове и планини.
Жилищното и общественото строителство в тях е без градоустройствен план, отсъства развита градска инфраструктура, а поради бедността е високо равнището на престъпността.
Много от съвременните фавели са възникнали през 1970-те години вследствие на ускоряването на обедняването на населението и урбанизацията в Бразилия.
Фавели има в повечето крупни градове на страната, на първо място в най-населения град Сао Пауло. Броят им в Рио де Жанейро е по-малък, но разположението им в съседство със скъпи туристически и жилищни квартали ги прави по-известни.